# الحلفاء (فلم)
الحلفاء (بالإنجليزية: Allied) هو فيلم رومنسي صدر عام 2016 من إخرج روبرت زيميكس و كتابة ستيفن نايت. نجوم الفيلم المُشاركينَ هم براد بيت بشخصية كندية كضابط مُخابرات وماريون كوتيار كمُقاتله المقاومة الفرنسية المُتعاونة يقعونَ في الحب خلال المهمة في الدار البيضاء. وجاريد هاريس، سيمون ماكبرني وليزي كابلان كنجوم عرض أيضاً.
بدأ تصوير الفيلم في فبراير 2016 في لندن. نُشر الفيلم في الولايات المتحدة في 23 نوفمبر 2016 من قبل شركة باراماونت بيكتشرز، تلقى ردود فعل متباينة من النقاد، على الرغم من ان ماريون كوتيار قد اشادة عن الفيلم، وحقق الفيلم 118 ميلون دولار في جميع انحاء العالم. وقد رشحت لجائزة الاوسكار لافضل تصميم ازياء.

## قصة الفيلم
تدور أحداث الفيلم في العام 1942 أثناء الحرب العالمية الثانية ، حيث يكلف ماكس فاتان (براد بيت) بعد وقوعه في الحب مع فتاة تدعى انها عميلة المقاومة الفرنسية ماريان بوسجور (ماريون كوتيارد) خلال مهمته الخطيرة في (كازابلانكا) للقيام باغتيال السفير الالماني(الذي كان منشقا وهو ما يريده هتلر ان يتم اغتيال السفير)، لكن الحقيقية ليست ماريان بوسجور (ماريون كوتيارد) الحقيقية، ذهبت إلى (كازابلانكا) حيث لا أحد هناك يعرف (مارين) الحقيقية، من هنا يلاحظ الحليف الكندي الفرنسي ومكافح التجسس ماكس فاتان (براد بيت) أن المرأة التي تزوجها وأنجب منها طفله أشبه بجاسوسة نازية؛ فيبدأ تحقيقاته الخاصة واستقصائه عنها، ولكن في الاخير يتضح له انها جاسوسة المانية تدعى ماريان بوسجور وذلك بعد ان ذهب إلى (دييب) للبحث عن عميل اسمه (باول ديلمار) للتأكد من شخصية (ماريان بوسجور) الحقيقية، وبعد عملية البحث عن العميل وجد ان زوجتة ليست الاّ جاسوسة وليست ماريان بوسجور الحقيقية وذلك من خلال التفاصيل التي اعطائها العميل (باول ديلمار) عن انها تجيد استخدام البيانو، حيث أن (مارين) الحقيقية عندما دخلت الحفلة فيها الألمان في باريس عزفت النشيد الوطني الفرنسي (لا مارسييز)، وعند عودته للبيت احضرها إلى مكان وطلب منها أن تعزف النشيد الوطني الفرنسي (لا مارسييز)، لكنها فهمت القصة وعرفت ان امرها قد كشف، بينما ماريان بوسجور الحقيقية تعرضت للاعتقال وتم إعدامها في مايو من العام1941.

## المُمثلين
- براد بيت في دور ماكس فاتان
- ماريون كوتيار في دور ماريان بوسيجور
- جاريد هاريس في دور فرانك هيسلوب
- ماثيو جوود في دور غي سانغستر
- ليزي كابلان في دور بريدجيت فاتان
- انطون ليسير في دور ايمانويل لومبارد
- أوجست ديل في دور هوبار
- كميل كوتين في دور مونيك
- شارلوت هوب في دور لويز
- ماريون بيلي في دور السيدة. سينكلير
- سيمون ماكبرني في دور مدير العمليات الخاصة الرسمي
- دانيال بيتس في دور جورج كافانا
- تييري فريمونت في دور بول ديلاماري

## الإنتاج

### مرحلة ما قبل الإنتاج
في 6 فبراير 2015 أعلنت شركةبارامونت بيكتشرز ونيو ريجنسي ان روبرت زيميكس سيخرج فيلم رومنسية عنالحرب العالمية الثانية بدون عنوان، والذي سيكون بطلهُبراد بيت. كتب ستيفن نايت السيناريو الاصلي، وتم تطوير السيناريو من قبل غراهام كينغ من شركة جي كي للافلام بالتعاون من اماجي موفرزس (صورة الافلام) التي يملكانها زميكس وستيف ستاركي. في 8 يونيو 2015، إنضمت ماريون كوتيار للعب دور جاسوسة جنبا إلى جنب مع بيت، الذينَ يقعون في الحب خلال مهمة لقتل مسؤول ألماني. في أغسطس 2015، وقال نايت بأن الفيلم سوف يستند على قصة حقيقية جأت له في سن ال 21، وأيضا أن عرضهُ  سيبدأ في يناير 2016. بالتحديد في 28 يناير، عام 2016، انضم جاريد هاريس للفيلم. في 8 مارس عام 2016، وانضمت  ليزي كابلان للعب دور شقيقة بيت. أما بالنسبة للمنتجون التنفيذيون على الفيلم هم نايت، جاك رابكي، باتريك ماكورميك و [ دينيس سوليفان]. ومؤلف الموسيقى آلان سيلفستري.

## روابط خارجية
- مقالات تستعمل روابط فنية بلا صلة مع ويكي بيانات